# I Don't Care (пісня Еда Ширана і Джастіна Бібера)
«I Don't Care» (укр. Мені все одно) — пісня британського співака Еда Ширана та канадського співака Джастіна Бібера, видана як перший сингл майбутнього четвертого студійного альбому Ширана No.6 Collaborations Project. Випущений 10 травня 2019 року. Ширан представив частину пісні у своєму Instagram 5 травня 2019, а Бібер поширив іншу частину пісні наступного дня, перш ніж обидва артисти оголосили повну назву треку і дату релізу 7 травня. Пісня досягла найвищої позиції у британському чарті UK Singles Chart. За межами Сполученого Королівства сингл очолив чарти Австралії, Австрії, Чехії, Данії, Фінляндії, Греції, Угорщини, Ірландії, Італії, Малайзії, Нідерландів, Норвегії, Словаччини, Швеції та Швейцарії, а також увійшов до першої десятки в чартах Бельгії, рідної для Бібера Канади, Франції, Німеччини, Японії, Португалії і США.

## Створення
«I Don't Care» став четвертою музичною співпрацею Ширана з Бібером; вони обидва заспівали у пісні Lil Dicky «Earth» (2019), на додаток до співавтора пісні Бібера «Love Yourself» (2015), і пісні Major Lazer «Cold Water» (2016), яку виконав Бібер.
Пісню спродюсували Макс Мартін, Shellback і Фредерік Гібсон. Це перший випуск нової музики Ширана за останні два роки, відтоді, як він виграв Греммі за альбом ÷ у 2017 році.

## Композиція
Пісня виконується в тональності фа-дієз мажор з темпом у 100 ударів на хвилину та має музичний розмір ціла нота (С). Звідси спостерігається акордна прогресія F♯ — D♯m — B – C♯, а вокал охоплює дві октави, від C♯4 до C♯6.

## Просування
Бібера і Ширан поділилися повідомленнями з анонсом релізу на своїх сторінках в соціальних мережах. Бібер спочатку написав у Твіттері Ширана «Великий фанат», а за декілька днів опублікував фото себе та Ширана у гавайських сорочок та стоячих перед зеленим фоном. Ширан також розмістив відфотошоплену фотографію, де його «обіймає» Бібер, з написом «10». Через кілька днів він опублікував цифру 7 на чорному тлі, а наступного дня написав твіт «6», що свідчило про відлік днів, який закінчиться 10 травня. Того ж дня Ширан і Бібер також поділилися одним і тим же опитуванням на своїх сторінках у Instagram, запитуючи підписників: «Хочете нової музики?» з варіантами відповідей «Так», «Ні» і «Idc» (що означає I don't care).
5 травня Ширан поділився коротким відео з піснею у своєму Instagram, сказавши, що у нього є «нова музика», перед тим, як показувати свій комп'ютер і натискати кнопку відтворення файлу з ім'ям «idc_v10.05.wav». Пізніше Бібер показав частину того ж самого файлу у своєму Instagram, підтвердивши свою причетність до нового треку, а також позначивши Ширана і додавши напис «П'ятниця». Повна назва та дата релізу офіційно були оголошені в соціальних мережах обох виконавців 7 травня.

## Комерційна успішність
На Spotify, «I Don't Care» дебютував з 10,977 мільйонами щоденних глобальних прослуховувань, вийшовши на першу позицію рейтингу найпопулярніших пісень сервісу, перевищивши попередній рекорд у 10,819 мільйонів, що був встановлений піснею Мераї Кері «All I Want for Christmas Is You». Сингл одразу очолив чарт Великої Британії UK Singles Chart. Він дебютував на другій сходинці чарту Billboard Hot 100, поступившись синглу Lil Nas X і Біллі Рей Сайруса «Old Town Road».
Пісня також дебютувала на вершині австрійського чарту Ö3 Austria Top 40 24 травня 2019 року.

## Музичне відео
Музичний кліп «I Don't Care» опублікований 17 травня 2019 року. Його режисером став Еміль Нава, а знімали його в Японії та Лос-Анджелесі.
Відео було описане Ліз Кальваріо з ET Online як «веселий і грайливий візуальний» супровід до пісні, яку вона назвала «хорошим треком».
Станом на 5 червня 219 року музичне відео переглянули на Youtube понад 86 мільйонів разів.

## Автори
| - Ед Ширан – вокал, автор пісні - Джастін Бібер – вокал, автор пісні - Джейсон Бойд – автор пісні - Макс Мартін – автор пісні, продюсування, клавішні, беквокал - Shellback – автор пісні, продюсування, клавішні, programming - Фред Гібсон – автор пісні, продюсування, ударні, клавішні, інженіринг - Бенджі Гібсон – перкусія, беквокал | - Емма Корбі – духове аранжування - Джорджія Гібсон – саксофон - Айнам Хак – асистент - Джон Ганес – інженіринг - Джош Гудвін – продюсування, інженіринг - Майкл Ільберт – інженіринг - Сербан Генеа – зведення |

## Чарти
| Чарт (2019)                               | Найвища позиція |
| ----------------------------------------- | --------------- |
| Аргентина (Argentina Hot 100)             | 46              |
| Австралія (ARIA)                          | 1               |
| Австрія (Ö3 Austria Top 75)               | 1               |
| Бельгія (Ultratop Flanders)               | 2               |
| Бельгія (Ultratop Wallonia)               | 9               |
| Бразилія (Crowley Charts)                 | 55              |
| Канада (Canadian Hot 100)                 | 2               |
| Колумбія (National-Report)                | 30              |
| Китай (Airplay/FL) (Billboard)            | 2               |
| Чехія (IFPI)                              | 52              |
| Чехія (Singles Digitál Top 100)           | 1               |
| Данія (Tracklisten)                       | 1               |
| Естонія (Eesti Ekspress)                  | 2               |
| Фінляндія (Suomen virallinen lista)       | 1               |
| Франція (SNEP)                            | 7               |
| Німеччина (Official German Charts)        | 3               |
| Греція (IFPI)                             | 1               |
| Угорщина (Single Top 40)                  | 1               |
| Угорщина (Stream Top 40)                  | 2               |
| Ісландія (Tonlist)                        | 1               |
| Ірландія (IRMA)                           | 1               |
| Ізраїль (Media Forest)                    | 1               |
| Італія (FIMI)                             | 1               |
| Японія (Japan Hot 100)                    | 10              |
| Малайзія (RIM)                            | 1               |
| Мексика (Billboard Ingles Airplay)        | 1               |
| Нідерланди (Dutch Top 40)                 | 2               |
| Нідерланди (Mega Single Top 100)          | 1               |
| Нова Зеландія (Recorded Music NZ)         | 2               |
| Норвегія (VG-lista)                       | 1               |
| Польща (Polish Airplay Top 100)           | 8               |
| Португалія (AFP)                          | 3               |
| Румунія (Airplay 100)                     | 24              |
| Шотландія (Official Charts Company)       | 1               |
| Словаччина (IFPI)                         | 11              |
| Словаччина (Singles Digitál Top 100)      | 1               |
| Південна Корея (Gaon)                     | 91              |
| Іспанія (PROMUSICAE)                      | 11              |
| Швеція (Sverigetopplistan)                | 1               |
| Швейцарія (Media Control AG)              | 1               |
| Велика Британія (Official Charts Company) | 1               |
| США (Billboard Hot 100)                   | 2               |
| США (Adult Contemporary) (Billboard)      | 21              |
| США (Adult Top 40) (Billboard)            | 6               |
| США (Hot Dance Airplay) (Billboard)       | 25              |
| США (Mainstream Top 40) (Billboard)       | 8               |
| США (Rhythmic) (Billboard)                | 27              |

## Сертифікації
| Регіон | Сертифікація | Продажі |
| --- | ------------ | ------- |
| Канада (Music Canada) | Платиновий   | 80,000  |
| Нова Зеландія (RIANZ) | Золотий      | 15,000  |
| Велика Британія (BPI) | Срібний      | 200 000 |
| *продажі, що базуються лише на сертифікаціях · ^відвантаження, що базуються лише на сертифікаціях · продажі+прослуховування, що базуються лише на сертифікаціях |              |         |